# فيجاي بال سينغ
فيجاي بال سينغ (بالإنجليزية: Vijay Pal Singh)‏ هو منافس ألعاب قوى هندي، ولد في 1967 في هاريانا في الهند.

## وصلات خارجية
- فيجاي بال سينغ على موقع الاتحاد الدولي لألعاب القوى (الإنجليزية)